# Centrale d'Okutataragi
 (décembre 2020).
Si vous disposez d'ouvrages ou d'articles de référence ou si vous connaissez des sites web de qualité traitant du thème abordé ici, merci de compléter l'article en donnant les références utiles à sa vérifiabilité et en les liant à la section « Notes et références ».
La centrale d'Okutataragi est une centrale de pompage-turbinage située à Asago dans la préfecture de Hyōgo en Japon. La centrale de Tianhuangping a une capacité de production électrique de 1 932 MW.